# Artiglieria costiera
L'artiglieria costiera o artiglieria da costa comprende le artiglierie utilizzate per difendere un tratto di costa dagli attacchi provenienti da navi nemiche.
L'artiglieria costiera si è particolarmente sviluppata dal XVII al XIX secolo; nel corso del XX secolo ha perso progressivamente di importanza, quando le corazzate hanno perso il loro ruolo di capital ship a favore delle portaerei. Nel 2009 l'artiglieria costiera non ha più nessun ruolo, anche se in Gran Bretagna, a Dover e Portsmouth vengono mantenuti in totale 12 cannoni attivi.

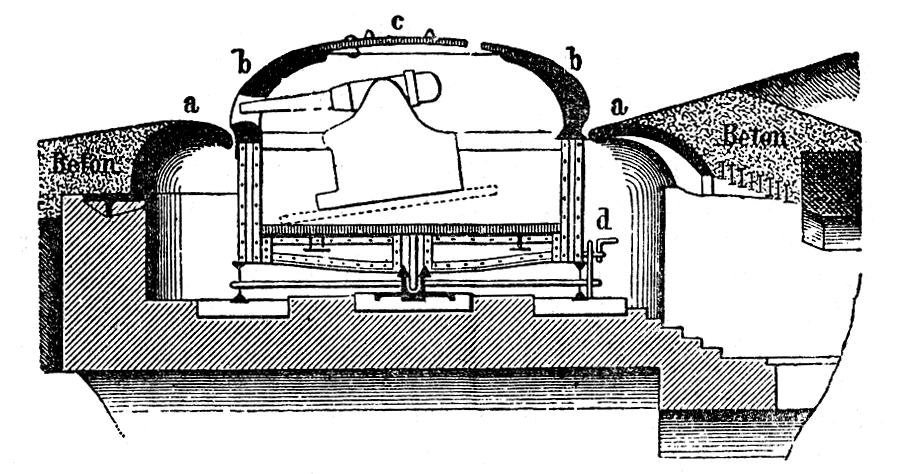
Schema di una fortificazione costiera con torretta rotante

## L'artiglieria costiera nel Regno d'Italia
L'artiglieria da costa fu costituita come specialità autonoma nel 1888, sebbene già nel 1861 il Regio Esercito, alla sua costituzione, disponesse di tre reggimenti di "artiglieria da piazza" (denominata successivamente "artiglieria da fortezza") con compiti analoghi.
Le sue origini sono comunque più antiche, citiamo in proposito la Menzione onorevole del 1º giugno 1861 – che equivale oggi alla Medaglia di bronzo – che fregia la bandiera del 9º Gruppo Artiglieria Pesante (nel suo stemma araldico nel primo quarto è raffigurata una torre d'argento che richiama l'artiglieria da costa e nel secondo quarto la croce d'oro su campo rosso che è lo stemma di Messina) per i fatti d'arme dell'assedio di Messina del 13 marzo 1861, conferita alla 8ª Compagnia/2º Reggimento artiglieria da piazza del Regio Esercito, allora formato da contingenti piemontesi, toscani ed emiliani, divenuta poi 13ª Batteria/3º Reggimento artiglieria costituita fondendo un Gruppo artiglieria da costa e un Gruppo artiglieria da posizione; divenuto poi 9º Reggimento artiglieria pesante il 15 giugno 1930).
Ancora nel 1870 l'armamento delle batterie costiere era fatto con "artiglierie da muro" di medio calibro ad avancarica, come i cannoni da 160 mm e 220 mm e l'obice da 220 mm. "Artiglierie da muro" erano definite le bocche di fuoco al servizio degli assedi ed all'armamento dei forti per la difesa delle piazze e delle coste, ossia le artiglierie fisse, per distinguerle dalla artiglierie mobili o "da campagna".
Nel 1870/1871 scomparve la differenziazione dei reggimenti in artiglieria da piazza ed in artiglieria da campagna. Furono, quindi, costituiti dieci reggimenti artiglieria misti di "batterie da battaglia" e "compagnie da piazza".
Il 1º gennaio 1874 furono costituiti quattro nuovi reggimenti artiglieria da fortezza che nel 1883 divennero cinque, su dodici compagnie da fortezza o da costa.
Al 31 ottobre 1902 l'artiglieria da costa comprendeva undici brigate autonome (su quaranta compagnie) che disciolte costituirono tre reggimenti artiglieria da costa ed una brigata artiglieria autonoma per la Sardegna.
Il 1º ottobre 1910 le artiglierie da costa e da fortezza furono ordinate complessivamente su dieci reggimenti artiglieria da fortezza con la qualifica "da costa" e "da costa e fortezza"; al 10º Reggimento artiglieria, invece, fu data la qualifica "d'assedio".

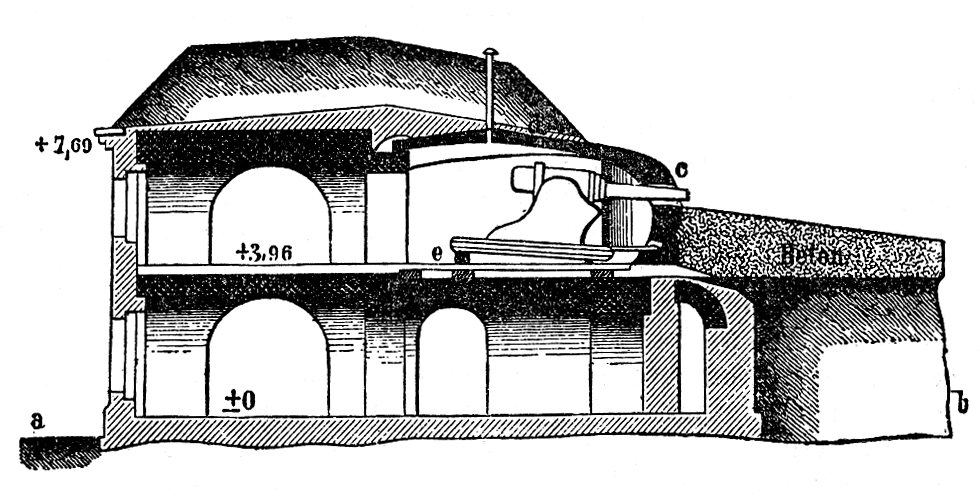
Schema di una fortificazione costiera a cannoni fissi

All'inizio del XX secolo l'artiglieria costiera fu organizzata su otto piazzeforti marittime:
- Genova/Savona
- La Spezia/Monte Argentario
- La Maddalena
- Gaeta
- Messina/Reggio Calabria
- Taranto
- Ancona
- Venezia.

In seguito fu aggiunta quella di Augusta/Siracusa.

Da ricordare che, oltre a queste nove piazzeforti, l'artiglieria da costa e da fortezza doveva presidiare anche le opere dei confini occidentali ed orientali.
Con l'Ordinamento del 14 dicembre 1914 la specialità artiglieria da costa comprendeva: tre reggimenti artiglieria da costa e due reggimenti artiglieria da costa e fortezza, che erano distinti dai cinque reggimenti artiglieria da fortezza. All'atto della mobilitazione per la prima guerra mondiale anche questi reggimenti costituirono nuovi reparti di milizia mobile e di milizia territoriale.
All'inizio della guerra l'artiglieria da costa non subì modificazioni: le piazzeforti marittime conservarono il loro armamento; ma quando la situazione politico-militare consentì il disarmo di alcune opere, il materiale d'artiglieria fu in parte trasformato e utilizzato nelle operazioni campali. Nel corso della guerra i materiali d'artiglieria da costa più moderni erano: i cannoni da 381/40 e da 305/50, l'obice da 305/17 e il cannone da 152/50 A. Mod. 1918.
Questa artiglieria, dati i calibri, cominciò ad essere definita “pesante” – termine entrato ufficialmente nell'Ordinamento negli anni venti. Fino all'avvento dei trattori per il traino meccanico (FIAT e Pavesi Tolotti) praticamente l'artiglieria pesante non poteva essere spostata, tranne che utilizzando (in casi particolari) grossi traini con un numero rilevante di quadrupedi.
Nella Prima guerra mondiale l'insieme dell'artiglieria pesante costituì il "parco d'assedio", comprendente: cannoni da 149A, obici da 210, mortai da 210/8 D.S., cannoni da 149G, obici da 280A e 280G tolti dalle piazze costiere. Nel maggio 1916 le batterie d'assedio erano 475 e crebbero fino a divenire 750 alla vigilia del ripiegamento dell'ottobre 1917 (battaglia di Caporetto) e divennero 890 nell'ottobre 1918, per un totale di circa 3.700 bocche da fuoco di vari calibri.
Le più “moderne” installazioni d'artiglieria pesante furono: i mortai da 260 e da 210 su affusto a deformazione e gli obici da 305/17 e da 280.
Da ricordare che l'Ansaldo di Genova aveva studiato un "cannonissimo" da 200/100 che avrebbe dovuto raggiungere una gittata di 140 km. Il progetto non si realizzò per la fine delle ostilità.
Terminata la Grande guerra si ritornò alla netta separazione delle due specialità di artiglieria da costa e artiglieria da fortezza.
L'artiglieria pesante nella difesa costiera utilizzò bocche da fuoco della Regia Marina adattate per le operazioni terrestri, come le artiglierie ferroviarie lungo il litorale adriatico, e artiglierie estere, come i cannoni francesi da 120/25 e da 155/25 e gli obici inglesi da 152 e da 203. Le postazioni fisse furono armate soprattutto con cannoni navali 12 in/40 Mk. IX, 305/50 e 381/40, che tuttavia risentivano del limitato angolo di alzo, dovuto alla loro installazione simile a quella navale.
Nel 1934 l'artiglieria pesante ebbe definitiva sistemazione con la costituzione di dieci reggimenti d'artiglieria d'armata e col passaggio di parte dell'artiglieria da costa alla Regia Marina. La Regia Marina, per operare le batterie della difesa costiera, oltre al personale proprio si avvalse di personale della MVSN che creò la MILMART, organizzata su dieci legioni (equivalenti organicamente ad un reggimento di fanteria) con circa 30.000 uomini, con gli ufficiali provenienti dalle classi in congedo dell'arma di artiglieria e della Regia Marina.
La Regia Marina costituì reparti per la difesa costiera anche nelle isole del Dodecaneso, che erano sotto amministrazione italiana dalla fine della guerra italo-turca (1912), particolarmente a Lero e Rodi. A Lero erano schierate cinque batterie antinave su 152/50, 152/40, 120/45, 102/35 Mod. 1914 e quattordici batterie antisilurante su 102/35, 76/50, 76/40. A Rodi erano schierate sei batterie antinave su 152/50, 152/40, 120/45. Altre batterie si trovavano a Stampalia (operate da ufficiali del Regio Esercito), Patmo (una sezione da 76/50) e Alinnia (quattro pezzi da 76/17).
Dei dieci reggimenti di artiglieria d'armata, nove ebbero lo stesso ordinamento organico, cioè costituiti su quattro o cinque gruppi, di solito tutti armati con 149/35, ma furono distribuiti anche gruppi da 152/13 e 210/8, (due raggruppamenti ricevettero successivamente 4 gruppi complessivi di cannoni da 149/40 ed uno ricevette un gruppo obici da 210/22), mentre il 10º Reggimento d'artiglieria d'armata raccolse tutto il materiale di calibro superiore al 210/9 e cioè: 260/9, 305/8, 380/15, 420/12 e quello a lunga gittata: 152/37 e 152/45 S. Mod. 1911.